# Ramesh Patel
Ramesh Unka Patel, QSM (* 12. September 1953 in Auckland) ist ein ehemaliger neuseeländischer Hockeyspieler.
Ramesh Patel nahm mit der Neuseeländischen Nationalmannschaft dreimal an Olympischen Spielen (1972, 1976, 1984) teil. In Montreal 1976 wurde er mit dem neuseeländischen Team, dem auch sein Bruder Mohan angehörte, Olympiasieger.
1988 wurde ihm die Queen’s Service Medal verliehen.
Sein Neffe Paresh Partel war ebenfalls Hockeyspieler, der an den Olympischen Spielen 1992 teilnahm.